# Maria Comnena (imperatrice)
Maria Comnena (in greco Μαρία Μεγάλη Κομνηνή?, conosciuta anche come Maria di Trebisonda; Trebisonda, 1404 – Costantinopoli, 17 dicembre 1439) è stata una imperatrice consorte bizantina, sposata con l'imperatore bizantino Giovanni VIII Paleologo (1425-1448). Fu l'ultima imperatrice bizantina.
Era una delle figlie di Alessio IV di Trebisonda e di Teodora Cantacuzena.

## Biografia
Nel settembre del 1427, Maria fu data in sposa a Giovanni VIII Paleologo dal patriarca Giuseppe II a Costantinopoli, dopo essere arrivata in nave da Trebisonda l'ultimo giorno di agosto; il legame era stato negoziato tramite ambasciatori inviati da Costantinopoli l'anno precedente. L'Ecthesis Chronica la chiama Maria Catacuzena (Catacuzena era una variante di Cantacuzena) e ne esalta l'eccezionale bellezza che fece sì che Giovanni VIII la amasse profondamente.
Anche Bertrandon de la Brocquière, che la vide a Costantinopoli nel 1432, ne lodò la bellezza, affermando: "Non avrei avuto un difetto da trovare in lei se non fosse stata dipinta, e di certo non ne aveva bisogno". 
Il viaggiatore spagnolo Pedro Tafur incontrò Maria nel novembre del 1437, quando visitò Costantinopoli, e ci offre uno spaccato della sua vita quotidiana. Durante il suo soggiorno a Costantinopoli, Tafur scoprì che la donna andava spesso a caccia nella campagna adiacente, da sola o con l'imperatore. 
Aggiunge di aver conosciuto il fratello maggiore, Alessandro, in quella città, dove viveva "in esilio con la sorella, l'imperatrice, e si dice che i suoi rapporti con lei siano disonesti". Quando, qualche mese dopo, Pedro Tafur tornò a Costantinopoli, chiese che gli venisse mostrata la Basilica di Santa Sofia, tra i suoi ospiti non c'erano solo il despota Costantino, ma anche Maria e suo fratello Alessandro, che avevano tutti voluto rispondere Messa lì. 
Il matrimonio di Maria con Giovanni durò dodici anni ma non generò figli. Sfranze riporta la data della sua morte, mentre Giovanni era in Italia al Concilio di Firenze; Steven Runciman attribuisce la sua morte alla peste bubbonica. Fu sepolta nella chiesa del monastero del Pantocratore a Costantinopoli. Giovanni Eugenico, fratello di Marco Eugenico di Efeso, compose un lamento per la sua morte. 
Dopo la morte di Maria, Giovanni non si risposò e morì senza figli il 31 ottobre 1448. Gli succedette il fratello minore Costantino XI, che divenne l'ultimo imperatore. Costantino era vedovo quando salì al trono e non si sposò mai più, lasciando Maria come ultima imperatrice. 

## Ascendenza
|                               |                        |                               | Genitori             |  |  | Nonni |  |  | Bisnonni                  |  |  | Trisnonni             |  |
|                               |                        |                               |                      |  |  |       |  |  | Alessio III di Trebisonda |  |  | Basilio di Trebisonda |  |
|                               |                        |                               |                      |  |  |       |  |  | Alessio III di Trebisonda |  |  | Basilio di Trebisonda |  |
|                               |                        | Irene di Trebisonda           |                      |  |  |       |  |  | Alessio III di Trebisonda |  |  |                       |  |
| Manuele III di Trebisonda     |                        |                               |                      |  |  |       |  |  | Alessio III di Trebisonda |  |  |                       |  |
|                               |                        | Teodora Cantacuzena           | Niceforo Cantacuzeno |  |  |       |  |  |                           |  |  |                       |  |
|                               |                        | Teodora Cantacuzena           | Niceforo Cantacuzeno |  |  |       |  |  |                           |  |  |                       |  |
|                               |                        | Teodora Cantacuzena           | …                    |  |  |       |  |  |                           |  |  |                       |  |
| Alessio IV di Trebisonda      |                        | Teodora Cantacuzena           |                      |  |  |       |  |  |                           |  |  |                       |  |
|                               |                        | Davide IX di Georgia          | Giorgio V di Georgia |  |  |       |  |  |                           |  |  |                       |  |
|                               |                        | Davide IX di Georgia          | Giorgio V di Georgia |  |  |       |  |  |                           |  |  |                       |  |
|                               |                        | Davide IX di Georgia          | …                    |  |  |       |  |  |                           |  |  |                       |  |
| Gulkhan-Eudocia di Georgia    |                        | Davide IX di Georgia          |                      |  |  |       |  |  |                           |  |  |                       |  |
|                               |                        | Sindukhtar Jaqeli             | Qvarqvare I Jaqeli   |  |  |       |  |  |                           |  |  |                       |  |
|                               |                        | Sindukhtar Jaqeli             | Qvarqvare I Jaqeli   |  |  |       |  |  |                           |  |  |                       |  |
|                               |                        | Sindukhtar Jaqeli             |                      |  |  |       |  |  |                           |  |  |                       |  |
| Maria Comnena di Trebisonda   |                        | Sindukhtar Jaqeli             |                      |  |  |       |  |  |                           |  |  |                       |  |
|                               | Demetrio I Cantacuzeno | Matteo Cantacuzeno            |                      |  |  |       |  |  |                           |  |  |                       |  |
|                               | Demetrio I Cantacuzeno | Matteo Cantacuzeno            |                      |  |  |       |  |  |                           |  |  |                       |  |
|                               | Demetrio I Cantacuzeno | Irene Paleologa               |                      |  |  |       |  |  |                           |  |  |                       |  |
| Teodoro Paleologo Cantacuzeno | Demetrio I Cantacuzeno |                               |                      |  |  |       |  |  |                           |  |  |                       |  |
|                               |                        | …                             | …                    |  |  |       |  |  |                           |  |  |                       |  |
|                               |                        | …                             | …                    |  |  |       |  |  |                           |  |  |                       |  |
|                               |                        | …                             | …                    |  |  |       |  |  |                           |  |  |                       |  |
| Teodora Cantacuzena           |                        | …                             |                      |  |  |       |  |  |                           |  |  |                       |  |
|                               |                        | Giovanni Uroš Ducas Paleologo | Simeon Uroš          |  |  |       |  |  |                           |  |  |                       |  |
|                               |                        | Giovanni Uroš Ducas Paleologo | Simeon Uroš          |  |  |       |  |  |                           |  |  |                       |  |
|                               |                        | Giovanni Uroš Ducas Paleologo | Tommasa Orsini       |  |  |       |  |  |                           |  |  |                       |  |
| Elena Ouresina Ducaina        |                        | Giovanni Uroš Ducas Paleologo |                      |  |  |       |  |  |                           |  |  |                       |  |
|                               |                        |                               | Radoslav Hlapen      |  |  |       |  |  |                           |  |  |                       |  |
|                               |                        |                               |                      |  |  |       |  |  |                           |  |  |                       |  |
|                               |                        | …                             |                      |  |  |       |  |  |                           |  |  |                       |  |
|                               |                        |                               |                      |  |  |       |  |  |                           |  |  |                       |  |

### Fonti antiche
- Giorgio Sfranze, Cronaca.
- Ducas, Storia, 1834.

### Fonti contemporanee
- (EN) Harry J. Magoulias, Decline and fall of Byzantium to the Ottoman Turks, 1975, ISBN 0-8143-1540-2, OCLC 1288482.
- (EN) William Miller, Trebizond: The Last Greek Empire of the Byzantine Era, Chicago, Argonaut, 1969, OCLC 567790414.
- (EN) Donald Nicol, The Byzantine family of Kantakouzenos (Cantacuzenus) ca. 1100-1460: A Genealogical and Prosopographical Study, Dumbarton Oaks studies 11, Washington, DC, Dumbarton Oaks Center for Byzantine Studies, 1968, OCLC 390843.
- (EN) Marios Philippides, The Fall of the Byzantine Empire: A Chronicle by George Sphrantzes, 1401-1477, 1980.
- (EN) Steven Runciman, The fall of Constantinople, 1453, Cambridge University Press, 1965, ISBN 0-521-39832-0, OCLC 21227080.
- (EN) Alexander Vasiliev, Pero Tafur, a Spanish Traveler of the XVth Century and His Visit to Constantinople, Trebizond, and Italy, in Byzantion, vol. 7, 1932.